# Péninsule de Jaffna

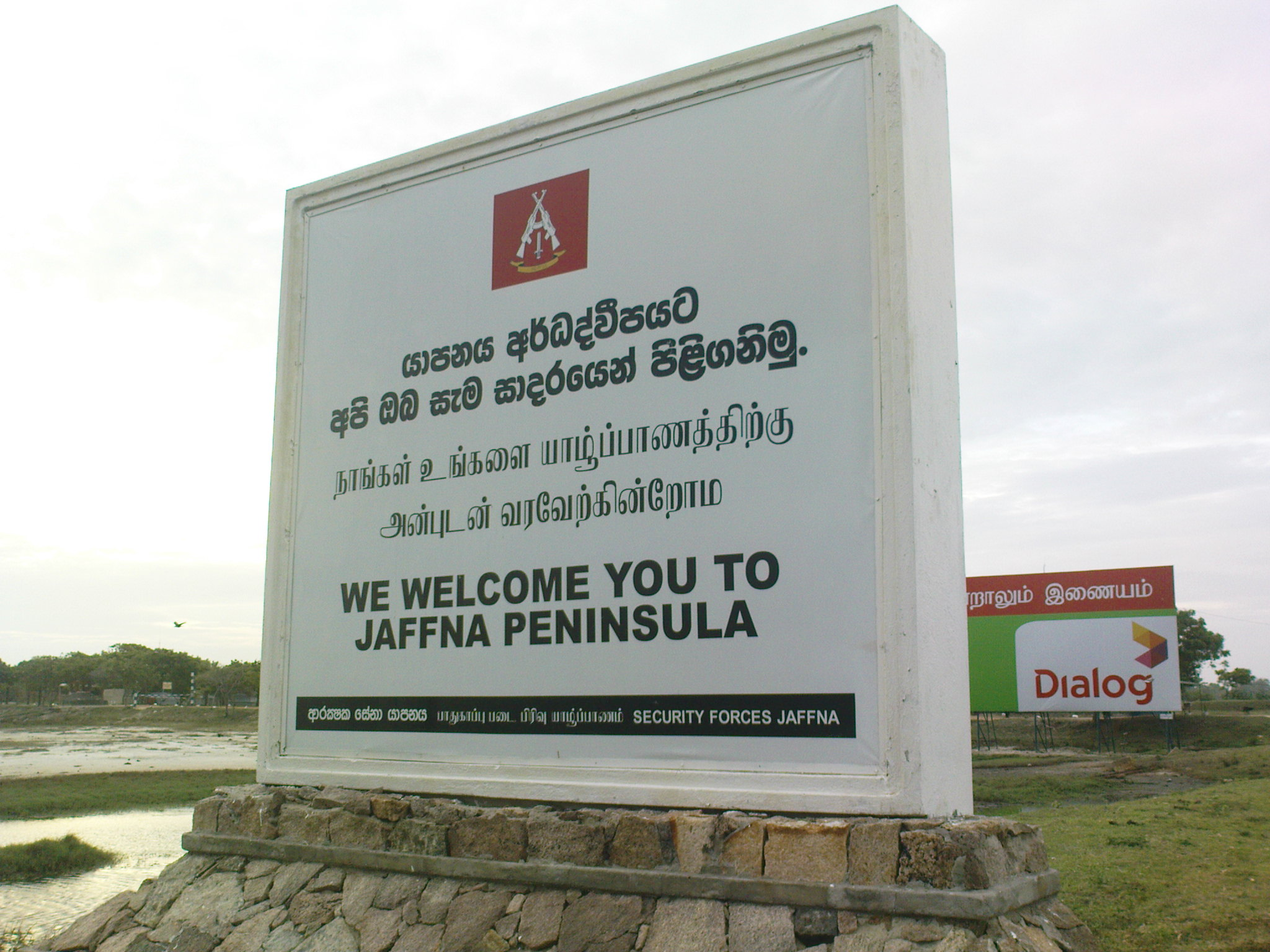
Entrée de la péninsule de Jaffna

La péninsule de Jaffna (tamoul : யாழ்ப்பாண குடாநாடு, Yálpána Kudánádu) est une région de la province du Nord du Sri Lanka. Elle abrite la ville capitale de la province, Jaffna, et couvre une grande partie de la superficie de l'ancien royaume de Jaffna.
La péninsule de Jaffna est historiquement divisée en trois régions : Vadamarachchi, Thenmarachchi et Valikamam, qui sont aujourd'hui trois sections du district de Jaffna.

## Histoire

### Naga Nadu

Étendue maximale du royaume de Jaffna. c. 1350.

Le peuple Naga est l'une des plus anciennes tribus du Sri Lanka. Il était principalement établi dans la péninsule de Jaffna, également connue sous le nom de Naga Nadu au Moyen Âge, ce qui signifie « pays des Nagas ». 
Ce nom est souvent mentionné dans les deux épopées de l'antiquité Tamilakam : le Silappatikaram et Manimekalai,. Le Mahavamsa, récit écrit en langue Pali, désigne la péninsule par le nom Nagadipa, qui signifie « île des Nagas ». Ses dirigeants y sont désignés par le terme Diparaja, ce qui signifie « roi de l'Île ». 
À partir de 100 av. J.-C., l'écrivain grec Ptolémée se réfère à Nagadipoi comme l'une des villes côtières de Taprobana. 
L'identité Naga se manifeste toujours à travers les noms de personnes que l'on retrouve dans les récits Pali et la littérature Sangam en tamoul. Certains chercheurs ont suggéré que les Naga pourraient être les ancêtres des tamouls, car les deux peuples parlent des langues Dravidiennes.

### Royaume de Jaffna
Au XIIIe siècle, la partie Nord du Sri Lanka, incluant le royaume de Polonnaruwa, est sous la domination de l'Empire pandya. 
Kulasekara Cinkaiariyan, un ministre de l'Empire pandya, devient roi de la péninsule . Il fonde ainsi la dynastie Ârya Chakravarti, qui dirige la péninsule jusqu'en 1619 et la mort du dernier roi Sankili II, tué pendant la conquête portugaise du royaume de Jaffna.

### Tsunami de 2004

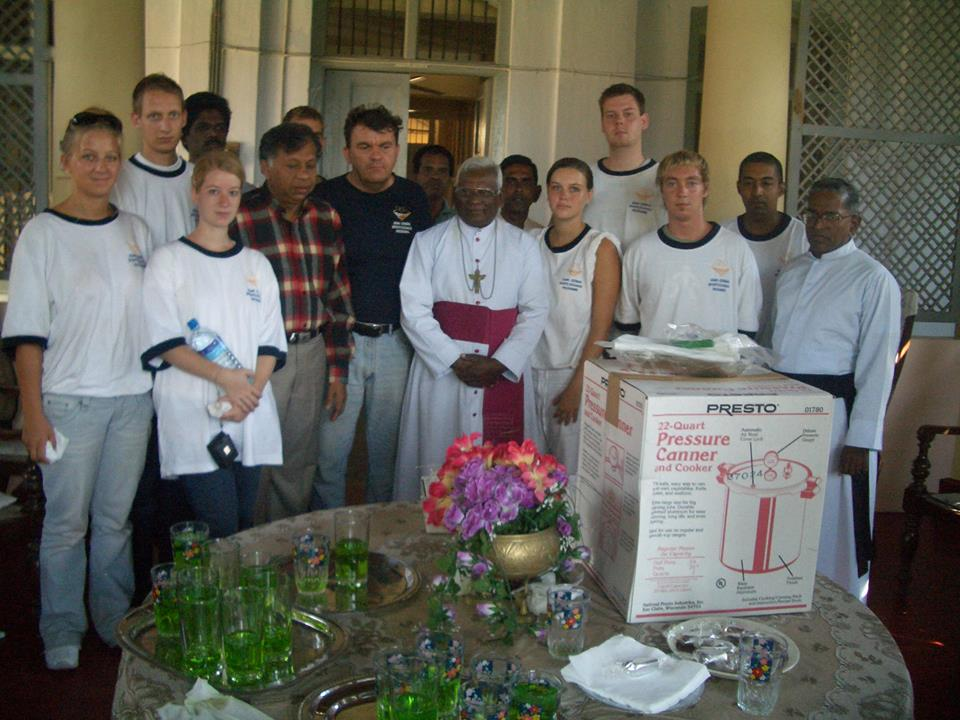
L'évêque de Jaffna après le tsunami de la mission des membres de l'équipe de AGSEP en janvier 2005.

Le nord et l'est de la côte de la péninsule, régulièrement touchés par les ouragans, sont particulièrement affectés par l'ouragan de l'océan Indien en 2004. Les dommages sur la côte orientale sont plus importants que ceux sur la côte nord. Le secteur de la pêche est gravement touché. 
Les données disponibles estiment que l'ouragan aurait fait 2 640,  morts et 1 647 blessés, auxquels s'ajouteraient 1 204 portés disparus. 37 255 personnes appartenant à 9 885 familles ont été déplacées, dont 15 034 personnes appartenant à 4 038 de familles vivant dans des camps. La pêche et l'agriculture ont été sévèrement touchées et le gouvernement Srilankais n'a pas de plan pour améliorer le niveau de vie de ces zones touchées par la guerre civile [réf. nécessaire].

## Économie

### Ressources en eau
L'eau est extraite à partir de puits creusés pour l'usage domestique et agricole. Environ 28 000 puits servent à la fois à l'usage domestique et à des fins agricoles. La qualité de l'eau varie d'un endroit à l'autre. Pour la majorité des puits de Valikamam, de l'eau est disponible pour l'irrigation tout au long de l'année. 

### Secteurs économiques privilégiés
La population totale de la péninsule est approximativement de 600 000 personnes. L'agriculture et la pêche sont les principales activités économiques de la région. Plus de 60 % de la population active dépend de l'agriculture pour sa survie. Environ 86 000 familles travaillent dans le secteur agricole, tandis que 15 000 familles vivent de la pêche. L'agriculture dans le district contribue de manière substantielle au PIB du pays.

### Cultures agricoles
Le secteur de l'agriculture, y compris la culture et l'élevage, contribue à près de 65 % au PIB du district. En termes de production, les principales cultures sont le piment, l'oignon, le tabac, la pomme de terre et les bananes Ces denrées sont produites en grandes quantités pour respecter les exigences imposées par le gouvernement [réf. nécessaire].
Les mangues, les raisins et les fruits jacquier sont également produits en grandes quantités.

### L'élevage
L'élevage est un secteur d'activité important dans la péninsule. Jusqu'en 1950, seules les races de bovins et de chèvres locales étaient élevées pour le lait et la viande. 
Avec la mise en place de l'insémination artificielle en 1950, des croisements exotiques comme les races de bovins indiennes et Jersey ont été introduits, ce qui a occasionné une plus forte production de lait. Les races de chèvres Jamunapari et Sannan ont également été introduites pour des productions de viande et de lait. Par conséquent, de nombreux agriculteurs ont opté pour l'élevage de races croisées de bovins, de caprins et de volailles. De 1950 à 1984, l'élevage s'est développé très rapidement, jusqu'à constituer une source de revenu (principal ou complémentaire) pour près de 30 % de la population du district. Un certain nombre d'agriculteurs y trouvent un complément à leur activité principale. 
Au cours des deux dernières décennies, la guerre civile a conduit à une forte réduction de la population de bétail au sein des élevages.